# Myst: 10th Anniversary Edition
Myst: 10th Anniversary Edition werd in 2003 uitgegeven ter ere van het 10-jarig bestaan van de computerspellen reeks Myst. Opnieuw ontworpen voor volledig XP compatible. Dit is de eerste Myst compilatie verkrijgbaar op DVD-formaat
Deze Collector's Edition bevat volgende spellen:
- Myst (de Myst Masterpiece edition)
- Riven
- Myst III: Exile